# Bierspiel

Beispiel eines Spielbretts für das Bierspiel

Das Bierspiel bzw. das „MIT Beer Distribution Game“ ist ein Rollenspiel, in dem die Beteiligten verschiedene Positionen in einer Verteilungskette einnehmen. Ziel dabei ist es, die Kosten der Gesamtkette möglichst gering zu halten. Da die einzelnen Parteien ihre Informationen nicht vollständig austauschen dürfen, sondern nur über Bestellmengen miteinander kommunizieren, wird die Aufmerksamkeit in der Regel nur auf die eigene Situation konzentriert. Die Folge ist, dass sich das System sehr schnell aufschaukelt, wie es beim Peitscheneffekt (bullwhip effect) bekannt ist. 
Entwickelt wurde das Bierspiel um 1960 am Massachusetts Institute of Technology (MIT) von der System Dynamics Group unter der Leitung von Jay Forrester. Den Studenten sollte anhand der Spieltheorie die Dynamik einer Lieferkette an einem sehr einfachen Spiel verdeutlicht werden. Einem breiteren Publikum wurde das Spiel durch das Buch Die fünfte Disziplin von Peter Senge bekannt, wo eine ausführliche Beschreibung eines normalen Spielablaufs zu finden ist. Mittlerweile hat sich das Bierspiel zu einem Klassiker in der Managementausbildung entwickelt.

## Beschreibung und Regeln
- ein Spielleiter als Kunde
- Spieler: 4 Parteien (Einzelhändler, Großhändler, Vertriebszentrum, Brauerei)
- Handelsgut: Bierkästen
- Lagerhaltungskosten: 0,5 Geldeinheiten (GE) pro Woche und Kasten
- Kosten für Lieferverzug: 1 GE pro Woche und Kasten
- Lageranfangsbestand: 12 Kästen je Partei
- Ein Spiel besteht aus 52 Runden (52 Wochen)
- Gesamtspieldauer: 2–3 Spiele (2–4 Std.)
- die einzelnen Handelsstufen dürfen nur über Bestell- und Liefermengen miteinander kommunizieren

Um den Warenfluss beschreiben zu können, werden Marken oder Münzen in der entsprechenden Menge verwendet. Es kommen aber auch Listen zur Anwendung. 
- Liste 1 mit den Spalten: Woche, Anfangsbestand, Wareneingang, Auslieferung, Endbestand
- Liste 2 mit den Spalten: Woche, Bestellung, Lieferung, Verzug

Liste 1 stellt die Lagerwirtschaft in der entsprechenden Handelsstufe dar und verbleibt bei dieser. Liste 2 dient zur Kommunikation zwischen den Handelsstufen. Sie zirkuliert zwischen den Handelsstufen immer vom Besteller zum Lieferanten und wieder zurück und wird dabei mit den entsprechenden Werten versehen.

## Ablauf
Die erste Bestellung wird getätigt. Jeder bestellt bei seinem Lieferanten 4 Kästen Bier und erhält diese. Danach werden die Bestellungen verdeckt erteilt. Der Spielleiter (Kunde) wird weiter regelmäßig 4 Kästen abrufen. Wenn er merkt, dass sich die Parteien in das Spiel eingelebt haben, erhöht er seine Nachfrage auf 8 Kisten und hält diese bis zum Ende (52 Wochen) bei. Trotz dieser einmaligen Änderung schwankt die Nachfrage auf den einzelnen Handelsstufen erheblich.
Am Ende werden die Gesamtkosten ermittelt. 
Im zweiten und dritten Spiel werden einige Regeln verändert. So können sich alle über ihre Lieferfähigkeit austauschen, eine Handelsstufe wird entfernt oder Blitzlieferungen zwischen Brauerei und Einzelhandel werden erlaubt.

## Bewertung
Das Bierspiel besticht durch seine Einfachheit und Transparenz. Trotz simpler Regeln fällt es selbst erfahrenen Logistikern schwer, ein Aufschaukeln zu verhindern. Der Lerneffekt sowie die dadurch erzeugte Neugier und Änderungsbereitschaft sind erheblich. Das Bierspiel wird aus diesem Grund gerne beim Start von Veränderungsmanagementprojekten verwendet. Nachteilig wirkt sich die Einfachheit auf die Allgemeingültigkeit und die Genauigkeit aus. Die pädagogischen Ziele und die Übertragbarkeit auf das eigene Unternehmen müssen somit im Vorfeld genau abgeklärt werden. 
Eingeordnet werden kann das Spiel in die Bereiche Logistik, Supply-Chain-Management, Prozessmanagement und Business Reengineering.

## Erkenntnis
Die Systemstruktur bestimmt das Systemverhalten. Probleme sind nicht primär von externen Faktoren begründet. Dynamische Systeme erschaffen ihre eigenen Probleme. 
Die Struktur sozialer Systeme zeigt, dass der Fokus auf eigenen Entscheidungen liegt. Außerdem gibt es nur äußerst selten Analysen der Wirkungsweise des eigenen Verhaltens auf andere. Durch eine kooperativere Denkweise würde es deutliche Verbesserungen geben.